# Hardsteig
Hardsteig ist ein Ortsteil der Gemeinde Aichstetten im Landkreis Ravensburg in Baden-Württemberg. 

## Geografie
Der Weiler liegt circa eineinhalb Kilometer nördlich von Aichstetten und ist über die Landesstraße 260 zu erreichen.